# El Omrane (délégation)
Pour les articles homonymes, voir Omrane.
El Omrane est une délégation tunisienne dépendant du gouvernorat de Tunis.
En 2004, elle compte 40 801 habitants dont 20 560 hommes et 20 241 femmes répartis dans 9 804 ménages et 9 779 logements.
Elle comporte un certain nombre de quartiers dont :
- El Omrane, anciennement dénommée Franceville[3] ;
- Ras Tabia ;
- Djebel Lahmar ;
- Cité des Oliviers ;
- Cité centrale ;
- Bir Atig ;
- Cité El Habib ;
- Cité militaire ;
- Oued El Sebai ;
- Bab Saadoun Gare.

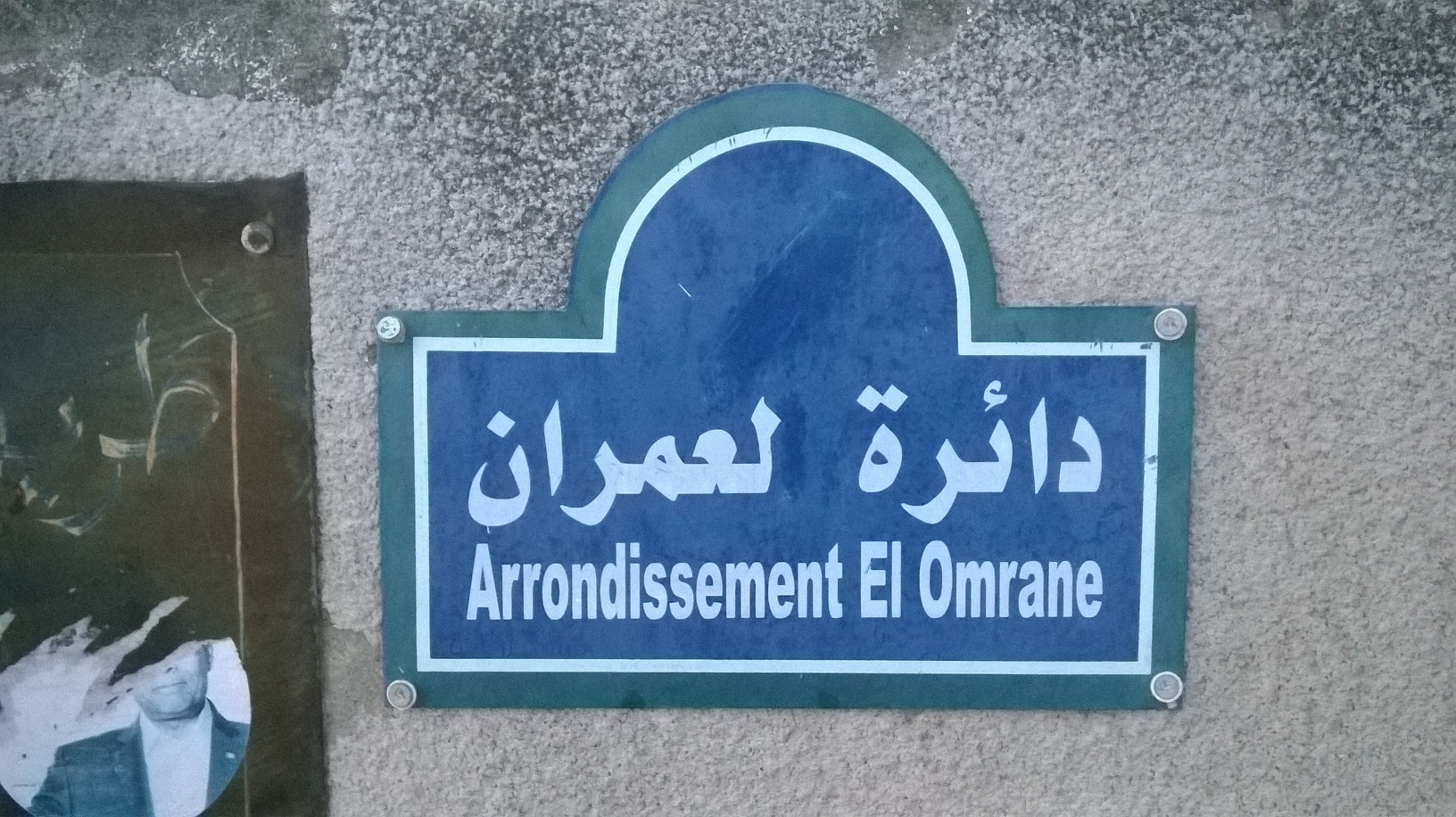
Plaque signalant l'arrondissement d'El Omrane

Elle est délimitée par les délégations d'El Menzah et d'El Omrane supérieur au nord, la délégation de Bab Souika au sud, la délégation de Bab El Bhar à l'est et la délégation d'Ettahrir ainsi que la municipalité du Bardo à l'ouest.